# Second Stroke
Second Stroke är en singel av den svenska heavy metal-gruppen Overload, en skiva influerad av Harley-Davidson motorcyklar. Den släpptes 1991, och fick mycket bra recensioner av Annika Sundbaum-Melin på Aftonbladet.

## Låtlista
1. "Motorcycle Man"
2. "Ode of a Biker"